# مارگارت کین
مارگارت کین (انگلیسی: Margaret Keane)، به دنیا آمده با نام پگی دوریس هاوکینز (انگلیسی: Peggy Doris Hawkins؛ ۱۵ سپتامبر ۱۹۲۷ – ۲۶ ژوئن ۲۰۲۲)، یک هنرمند آمریکایی بود که در درجهٔ نخستْ زنان، کودکان و حیوانات را با چشمانی بزرگ با رنگ روغن یا ابزارهای دیگر، نقاشی می‌کرد.
در گذشته، همسر سابقش، والتر کین، نقاشی‌های او را با امضای خودش می‌فروخت. البته مارگارت خودش به او چنین اجازه‌ای داده‌ بود. اما بعدها با والتر از نظر حقوقی درگیر شد که در دادگاه قاضی از آن دو خواست تا هر یک، یک نقاشی بکشند، والتر ادعا کرد که به‌دلیل داشتن درد در ناحیه شانه نمی‌تواند نقاشی بکشد اما مارگارت در ۵۳ دقیقه یک نقاشی کامل کشید. در نهایت، هیات داوران تصمیم گرفت که مبلغ چهار میلیون دلار به‌عنوان خسارت به مارگارت پرداخت شود.
وی در ۲۶ ژوئن ۲۰۲۲ درگذشت.

## زندگی‌نامه
مارگارت در تنسی در ایالات متحدهٔ آمریکا به دنیا آمد. او در کلیسای محل به‌عنوان کسی که فرشتگان را با چشمانی بزرگ و بال‌هایی رها می‌کشد معروف بود. مارگارت به دلیل برداشت از باور، ده سال در مورد واقعیت نقاشی‌هایی که خود می‌کشید کتمان کرد

## زندگی شخصی
همسر اول کین فرانک ریچارد اولبریچ بود و آنها با هم صاحب یک دختر شدند. در سال ۱۹۵۵ با والتر کین ازدواج کرد. در سال ۱۹۶۴، او والتر را ترک کرد و یک سال بعد از او طلاق گرفت و همین باعث شد از سانفرانسیسکو به هاوایی نقل مکان کند.
در هاوایی، کین با دن مک گوایر، نویسنده ورزشی هونولولو آشنا شد و در سال ۱۹۷۰ با او ازدواج کرد. ازدواج با مک گوایر به او کمک کرد تا پس از طلاقش از والتر کمتر بترسد. کین بیش از ۲۵ سال در هاوایی زندگی کرد تا اینکه در سال ۱۹۹۱ به کالیفرنیا بازگشت. او با دخترش جین و دامادش دان سویگرت در شهرستان ناپا، کالیفرنیا زندگی می‌کرد.
در ۲۰۱۷، کین در حالی که هنوز در خانه خود زندگی می‌کرد در سن ۹۰ سالگی تحت مراقبت‌های آسایشگاهی سالمندان قرار گرفت. مراقبت‌های اضافی که او از طریق آسایشگاه سالمندان دریافت کرد به او این امکان را داد تا با استفاده از «نقاشی بیشتر و آرامش» به اندازه کافی بهبود یابد. او در ۲۶ ژوئن ۲۰۲۲ در سن ۹۴ سالگی بر اثر نارسایی قلبی در خانه خود در ناپا، کالیفرنیا درگذشت.